# لیگ والیبال مردان صربستان
لیگ برتر والیبال مردان صربستان بالاترین سطح حرفه‌ای والیبال در صربستان است که توسط فدراسیون والیبال صربستان برگزار می‌شود.